# Gironima Spana
Gironima Spana (1615 – 5 juillet 1659) est une empoisonneuse et astrologue italienne. Elle était impliquée dans un réseau de marchandes de poison à Rome. De ce fait, elle a été exécutée en 1659 pour sa participation dans ce réseau criminel.

## Biographie
Gironima Spana est née en Sicile. On estime qu'elle était la belle-fille de Giulia Tofana, la fabricante de l'Acqua Tofana,,.
Elle s'est établie comme astrologue et herboriste après avoir déménagé à Rome avec sa famille, mais sa belle-mère a commencé à la former à la fabrication et la vente d'Acqua Tofana. Toutes deux ont mis sur pieds un système de trafic de poison qui facilitait le meurtre d'hommes par leurs épouses. Dans les années 1650, après la mort de Giulia en 1651, elle a continué à distribuer ce poison en concert avec d'autres femmes.
Cependant, en 1659, une des vendeuses de poison s'est faite arrêter, et a impliqué Gironima dans sa confession. Gironima, après avoir été écrouée dans la prison papale et soumise à de longues interrogations, a fini par avouer ses crimes le 20 juin 1659. Elle a été condamnée à mort et exécutée le 5 juillet,.